# Scythe (gra planszowa)

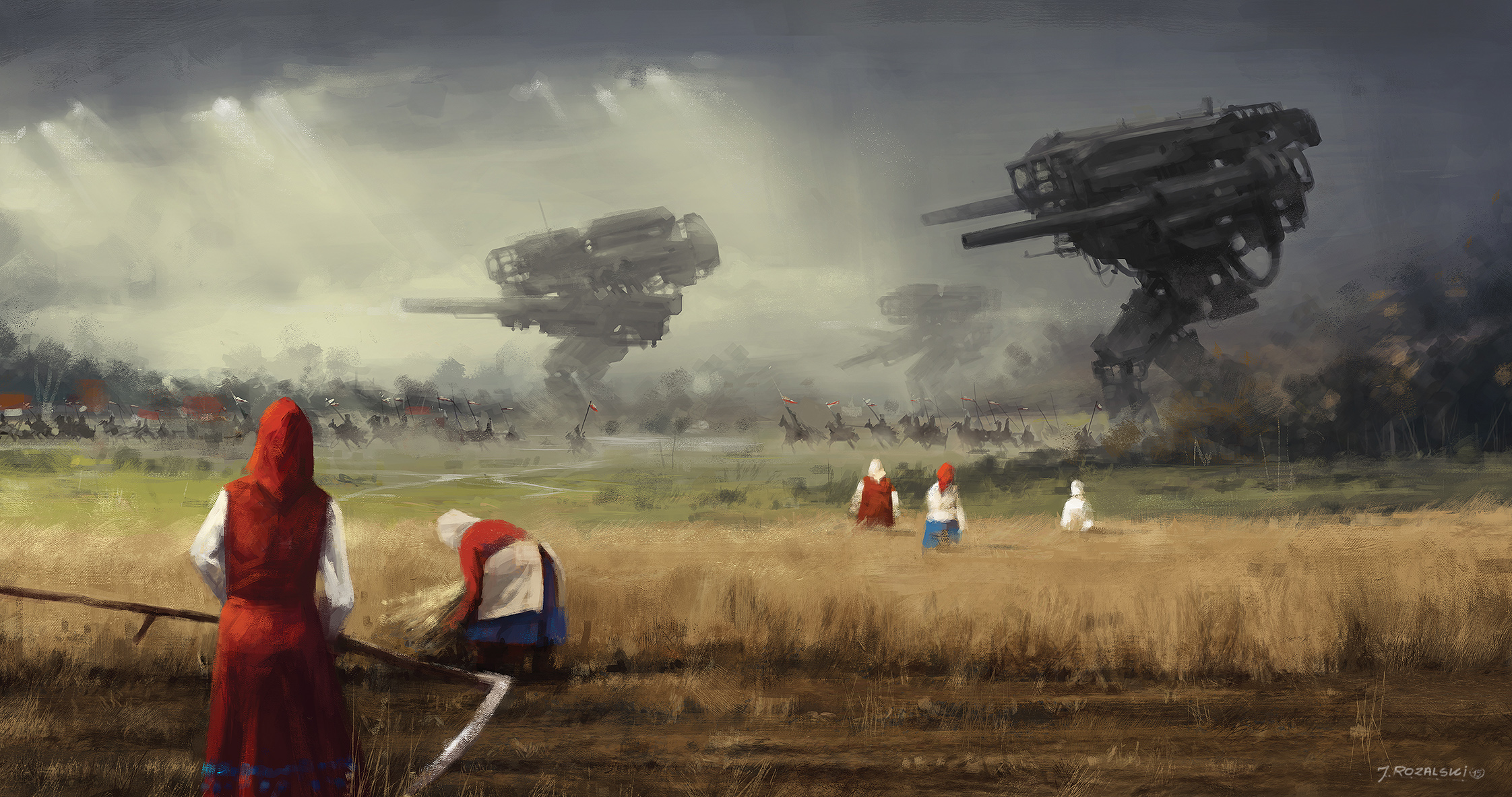
Obraz Różalskiego, 1920 – Before the Storm, używany jako okładka Scythe

Scythe (ang. kosa) – gra planszowa dla jednego do pięciu graczy zaprojektowana przez Jamey’ego Stegmaiera i opublikowana przez Stonemaier Games w 2016 roku. Osadzona w alternatywnej wersji historycznej Europy z lat 20. XX wieku. Gracze kontrolują państwa, które produkują zasoby, rozwijają infrastrukturę gospodarczą i używają dieselpunkowych machin wojennych, zwanych „mechami”, do walki i kontrolowania terytoriów. Uczestnicy rozgrywki wykonują maksymalnie dwie akcje na turę, korzystając z indywidualnych plansz, a gra toczy się, dopóki jeden z graczy nie zdobędzie sześciu osiągnięć. W tym momencie gracze otrzymują monety za poszczególne osiągnięcia, które udało im się zrealizować i terytoria, które kontrolują. Zwycięzcą zostaje gracz, któremu udało się zgromadzić największą liczbę monet.
Stonemaier Games wydało Scythe poprzez finansowanie społecznościowe, zbierając ponad 1,8 miliona dolarów w ramach kampanii na Kickstarterze. Scythe spotkała się z uznaniem krytyków i graczy, którzy chwalili samą rozgrywkę, mechanikę łączącą eurogrę z elementami walki, klimat oraz szatę graficzną gry, która została zaprojektowana przez polskiego malarza Jakuba Różalskiego i jest częścią jego uniwersum World of 1920+.
Do gry zostały wydane trzy duże rozszerzenia (Scythe: Invaders from Afar w 2016, Scythe: The Wind Gambit w 2017 i Scythe: The Rise of Fenris w 2018), doczekała się także spin-offu My Little Scythe (osadzonego w świecie My Little Pony) i wersji elektronicznej.
Gra otrzymała nagrodę Golden Geek Award (w 4 kategoriach) za rok 2016.